# Шушары (железнодорожная станция)
Шуша́ры — железнодорожная станция Витебского хода Октябрьской железной дороги в Пушкинском районе Санкт-Петербурга. Расположена в посёлке Шушары между Московским шоссе и Пушкинской улицей. Имеет в своём составе железнодорожный узел (пути примыкания к станциям Купчинская и Среднерогатская), пассажирскую платформу электричек Витебского направления (между Купчино и Паровозным Музеем), крупную сортировочную станцию, таможенный терминал. На станции заканчивается многопутный участок от Витебского вокзала, далее на юг идёт двухпутная линия, которая на станции Новинка переходит в однопутную.

## История
Открыта 27 февраля 1838 года как разъезд на середине Царскосельской железной дороги — первый в России железнодорожный разъезд. 1 ноября 1838 года данный разъезд был обращён в станцию по пассажирскому движению с присвоением наименования У Московского шоссе
С 1875 года в расписаниях железных дорог станция официально названа Московское шоссе
с 1895 года носила наименование Средняя платформа
в 1931 году была переименована в Шушары, хотя само поселение Шушары, нынешний Ленсоветовский, в то время располагалось на несколько километров южнее по Московскому шоссе.
Со 2 января 1900 года она перешла в составе Московско-Виндаво-Рыбинской железной дороги.
Согласно приказу НКПС № 1115 от 16 июня 1920 года Московско-Виндаво-Рыбинская железная дорога была расформирована и Петроградская сеть перешла в введение Северо-Западных железных дорог, платформа перешла в введение данной дороги.
В 1929 году Октябрьская железная дорога и Северо-Западные железные дороги были слиты в одно управление,-Октябрьские железные дороги, платформа вошла в состав данной дороги.
С 1947 года по 1953 год в составе Ленинградской железной дороги.
С 1953 года станция в составе Октябрьской железной дороги.
с 1936 года получила статус станции, § 6 (повагонные отправки всех грузов, не требующих хранения в крытых складских помещениях).
Электрифицирована в 1953 году.
В 1971 году присвоен код ЕСР № 0500, 1975 году  новый код ЕСР № 05000, 1985 году станция получила новый код АСУЖТ (ЕСР) № 033004.
В 1996 году получила новый код Экспресс-3 № 2005166.
30 мая 2009 года на станции Шушары губернатор Санкт-Петербурга В. И. Матвиенко и президент ОАО «Российские железные дороги» В. И. Якунин в торжественной обстановке забили костыль в первое звено рельсо-шпальной решётки МОЖД. В 2011 году дорога была открыта, возле пассажирских платформ был построен разъезд Юный (в проектном варианте «Губернаторский»).

## Грузовая станция
В настоящее время здесь также располагается односторонняя сортировочная станция (крупнейшая после станции Санкт-Петербург-Сортировочный-Московский на Октябрьской железной дороге) с комбинированным расположением парков и сортировочной горкой с тремя механизированными тормозными позициями. Парк приема состоит из 6 путей, сортировочно-отправочный парк — из 17 путей и транзитный парк, расположенный параллельно сортировочно-отправочному, — из 9 путей. На станции имеются пункты технического обслуживания локомотивов и вагонов. К станции примыкают несколько грузовых терминалов для операций с контейнерами и перегрузки на автомобили, а также таможенный пост.

## Фотографии

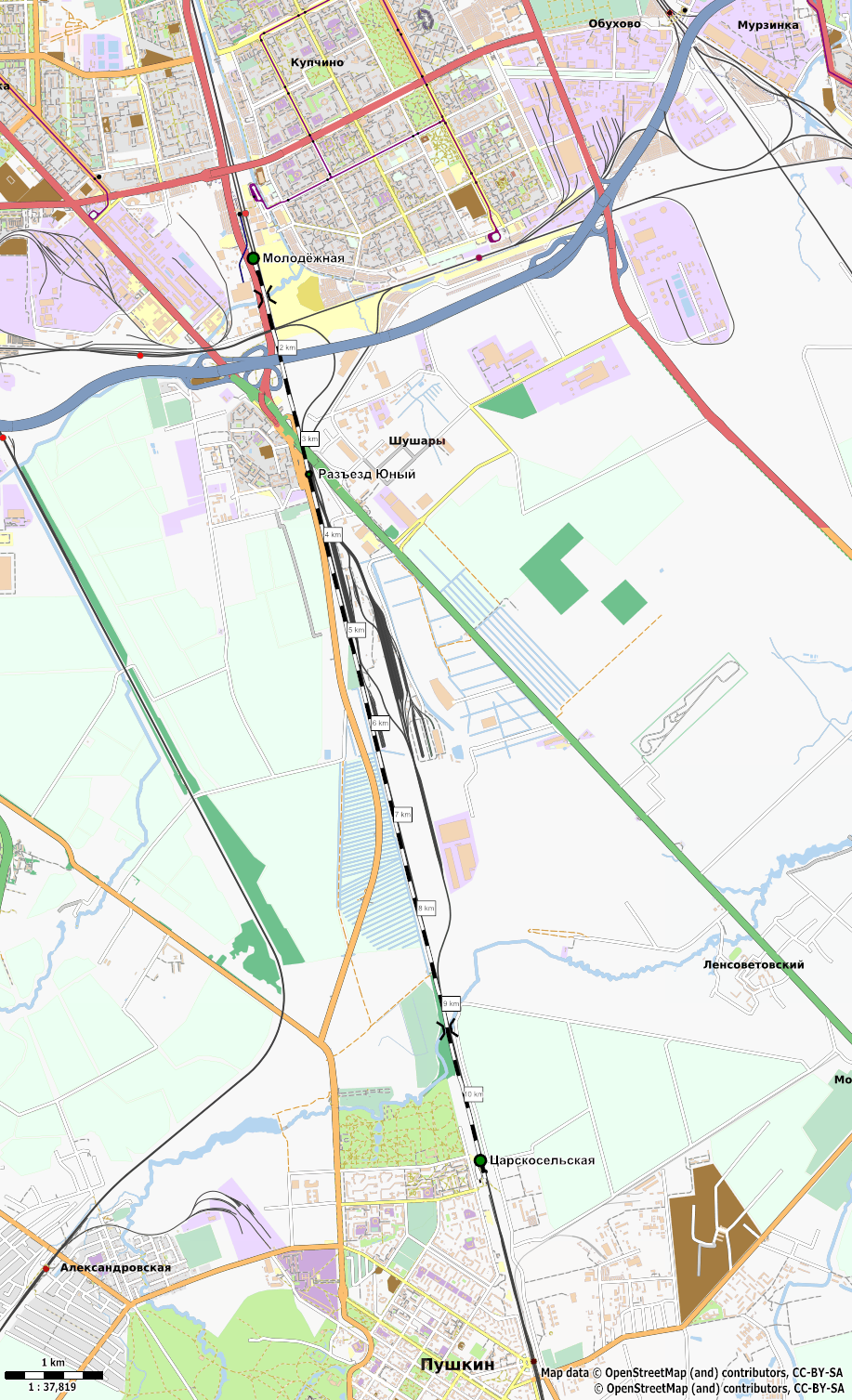
Схема станции
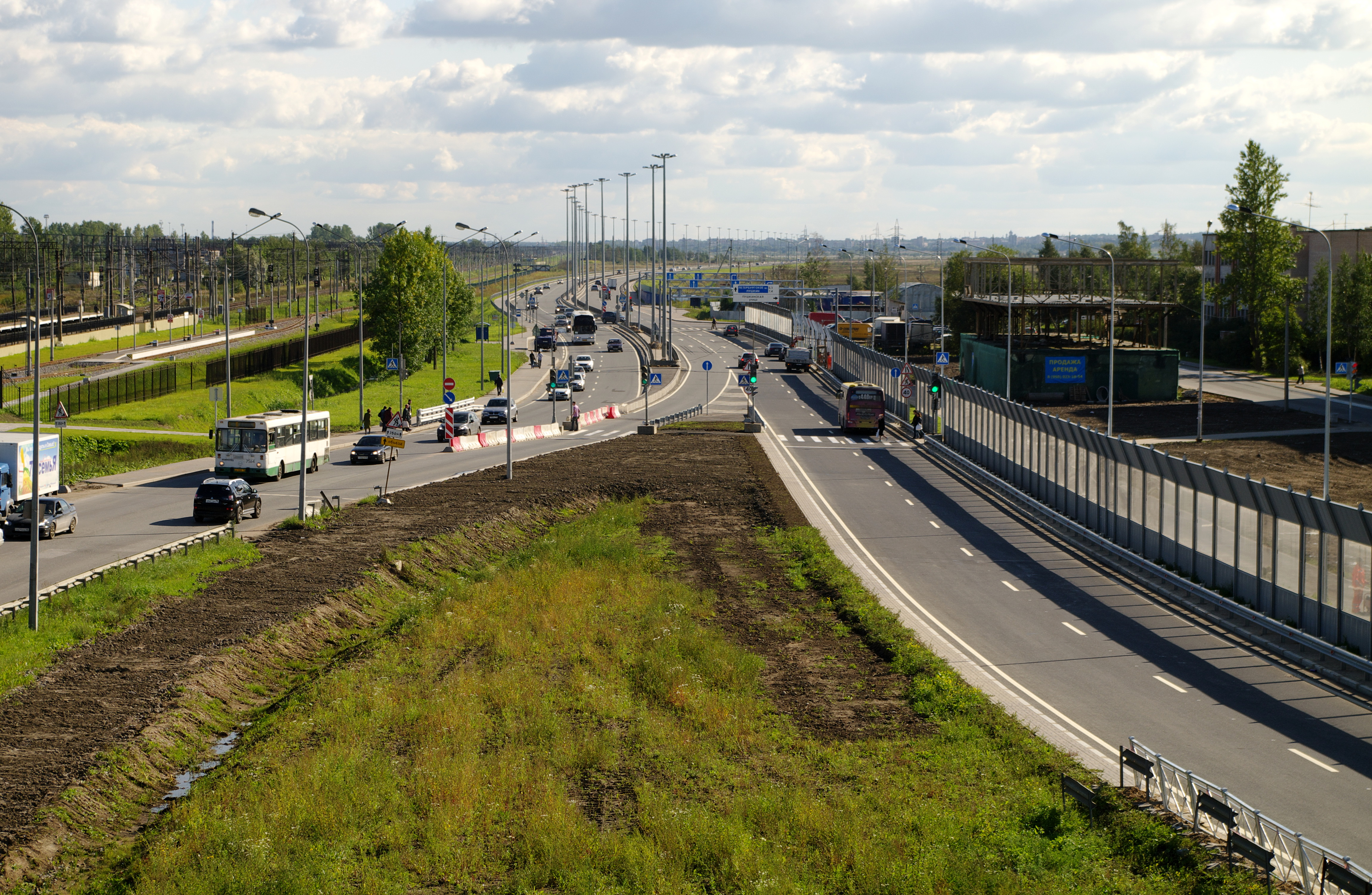
Соединение Витебского проспекта и Московского шоссе, станция Шушары слева
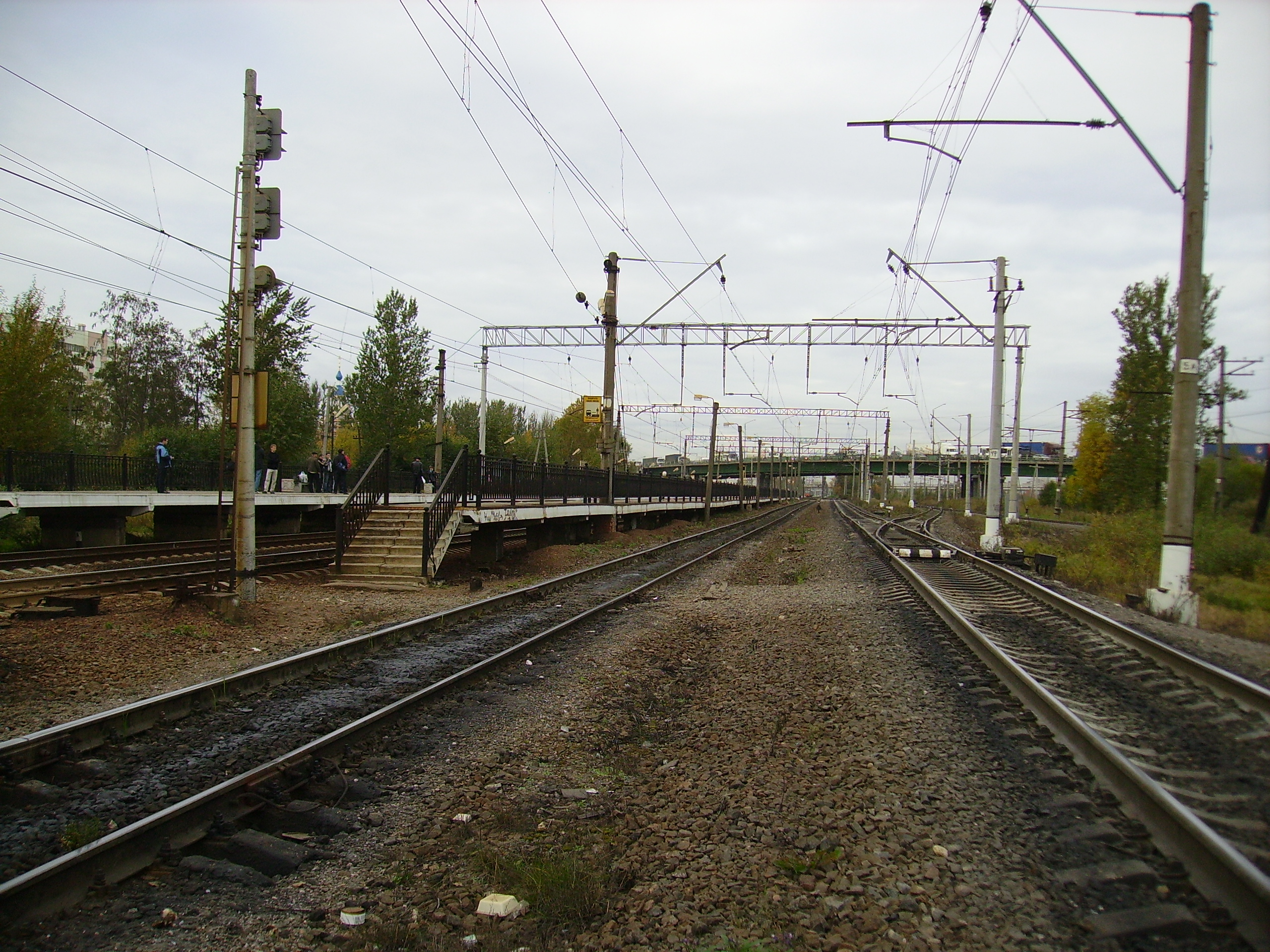
Вид на пассажирские платформы с юга
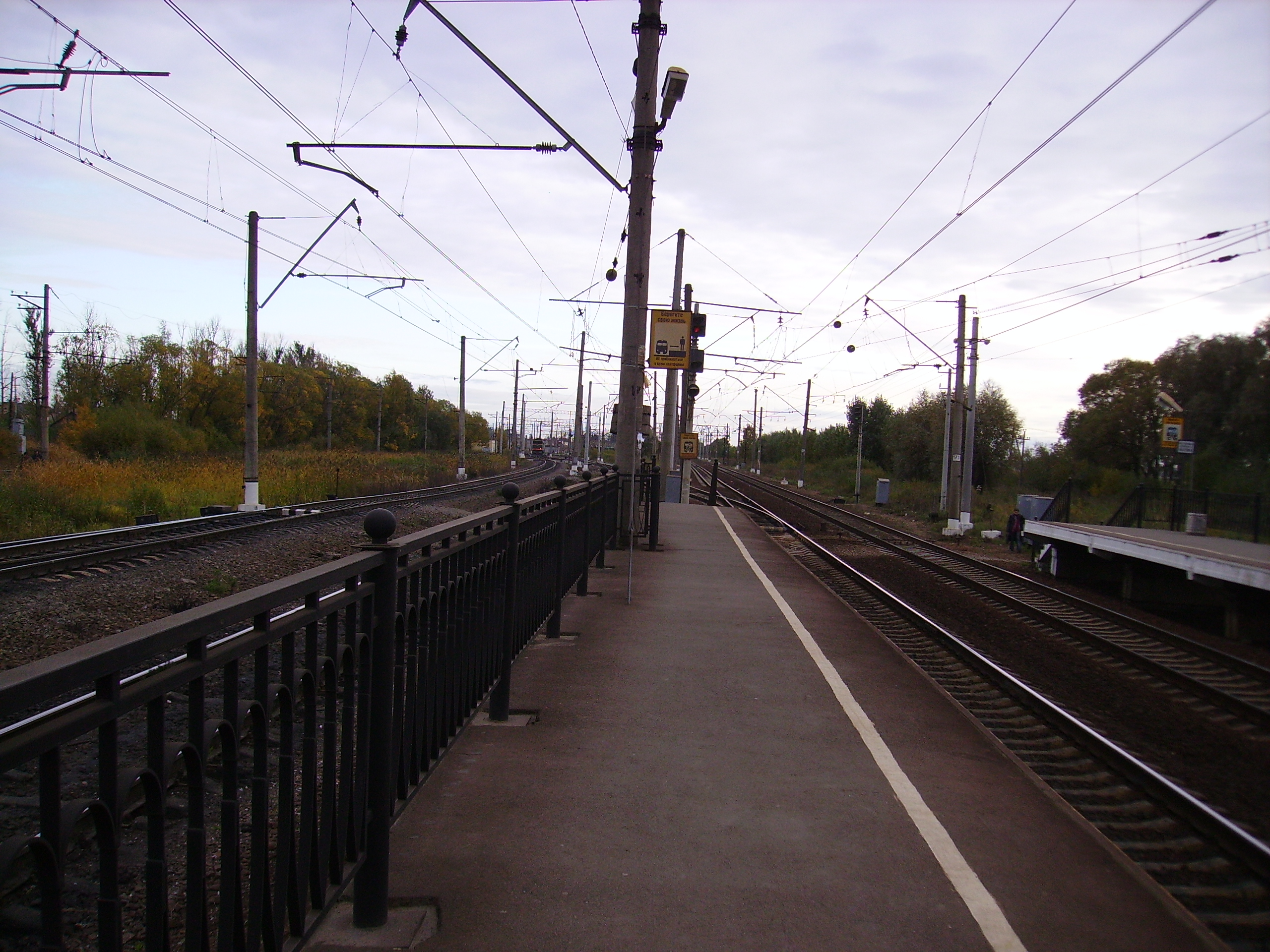
Вид с платформы на юг (слева пути к сортировочной станции)
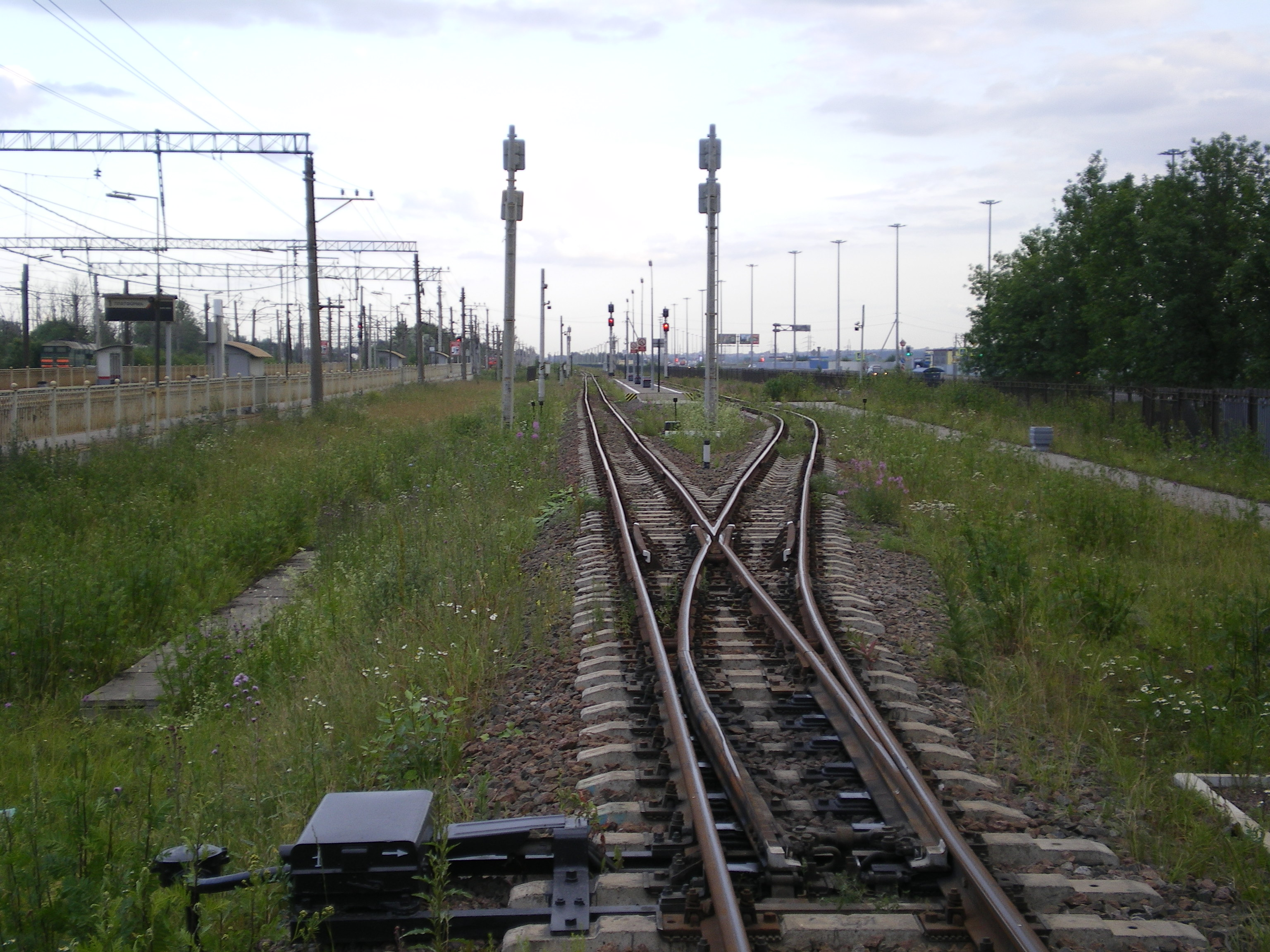
Разъезд Юный Детской железной дороги
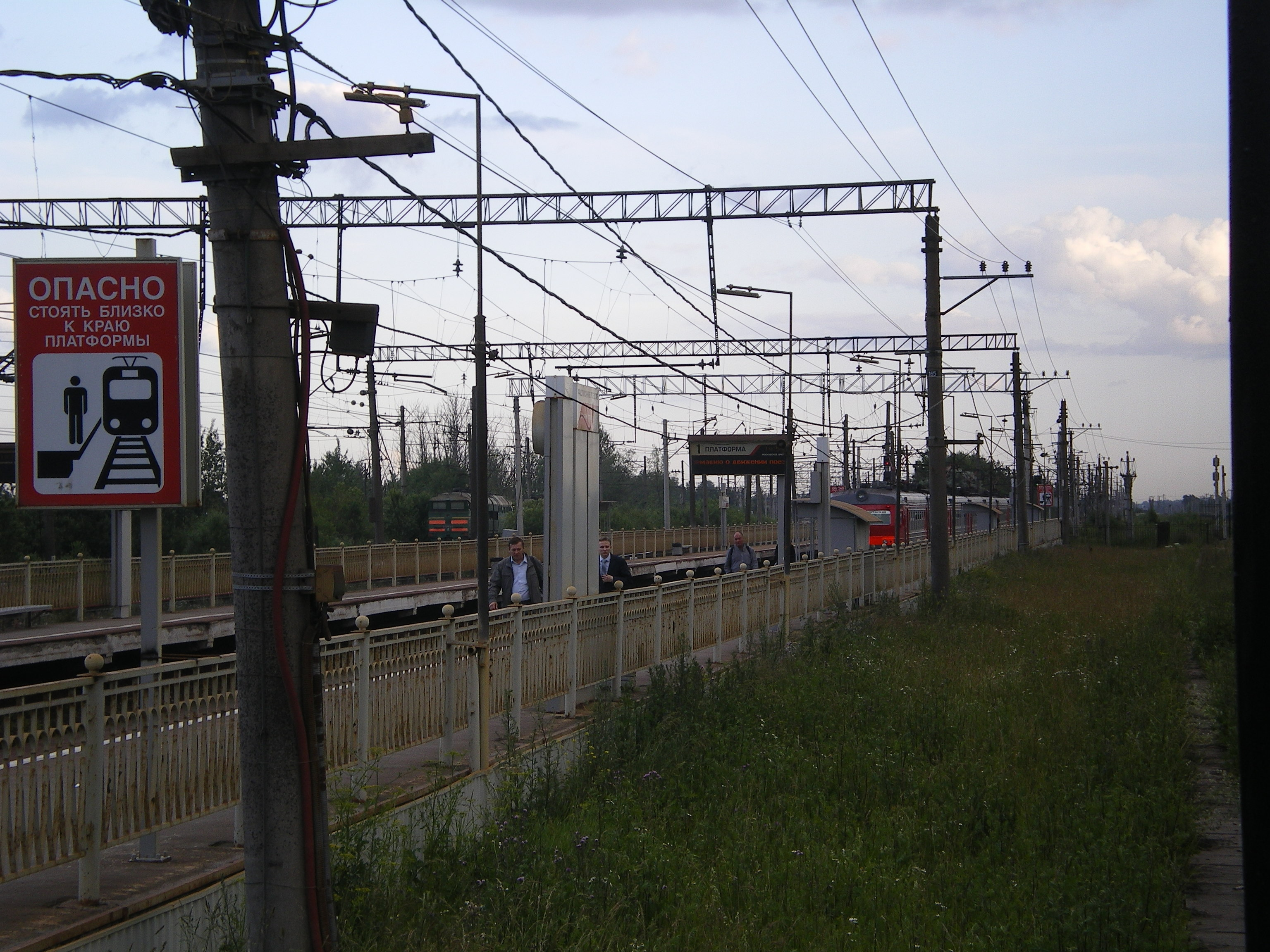
Общий вид пассажирского о. п.
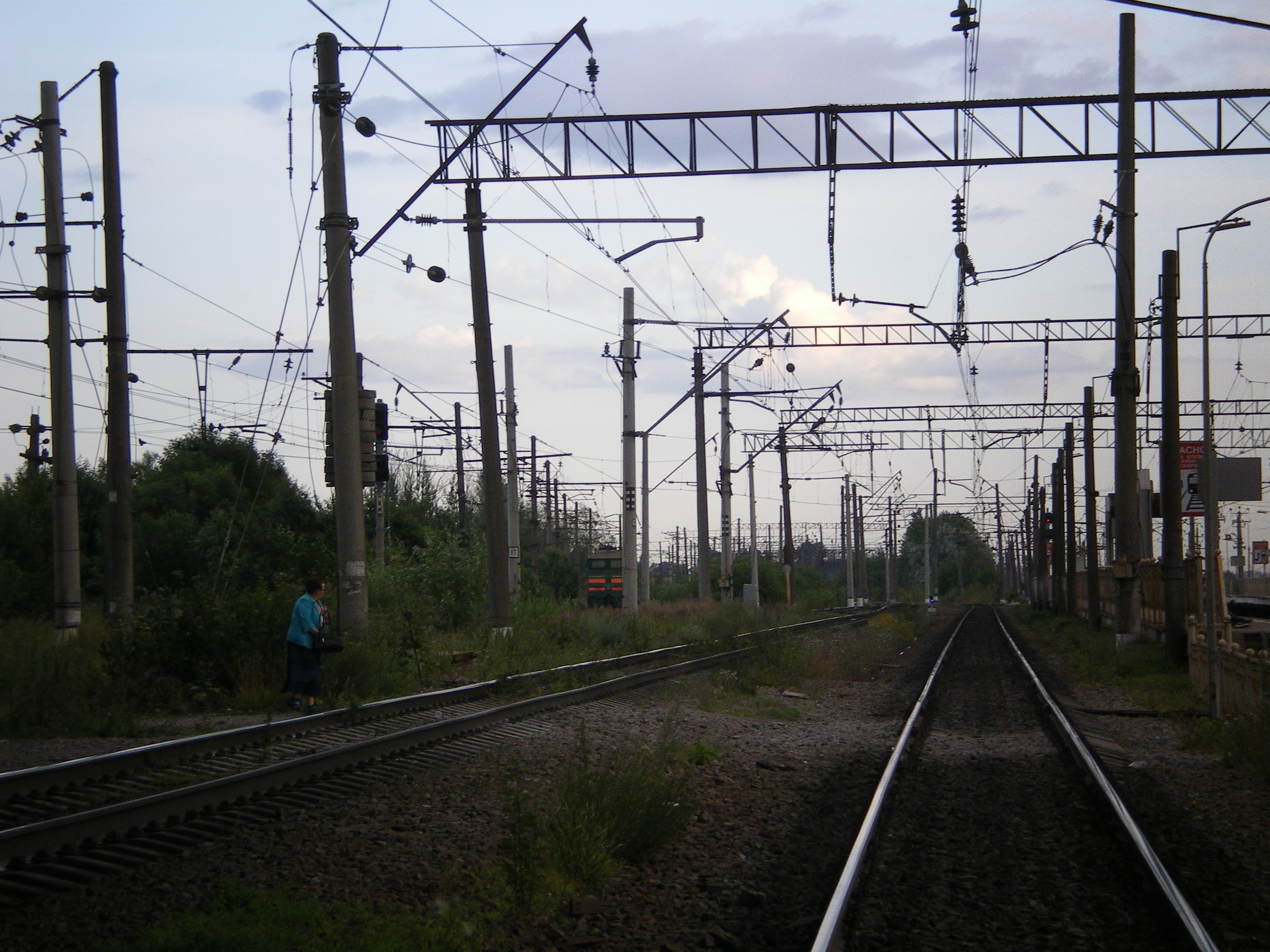
Общий вид в сторону сортировочной станции
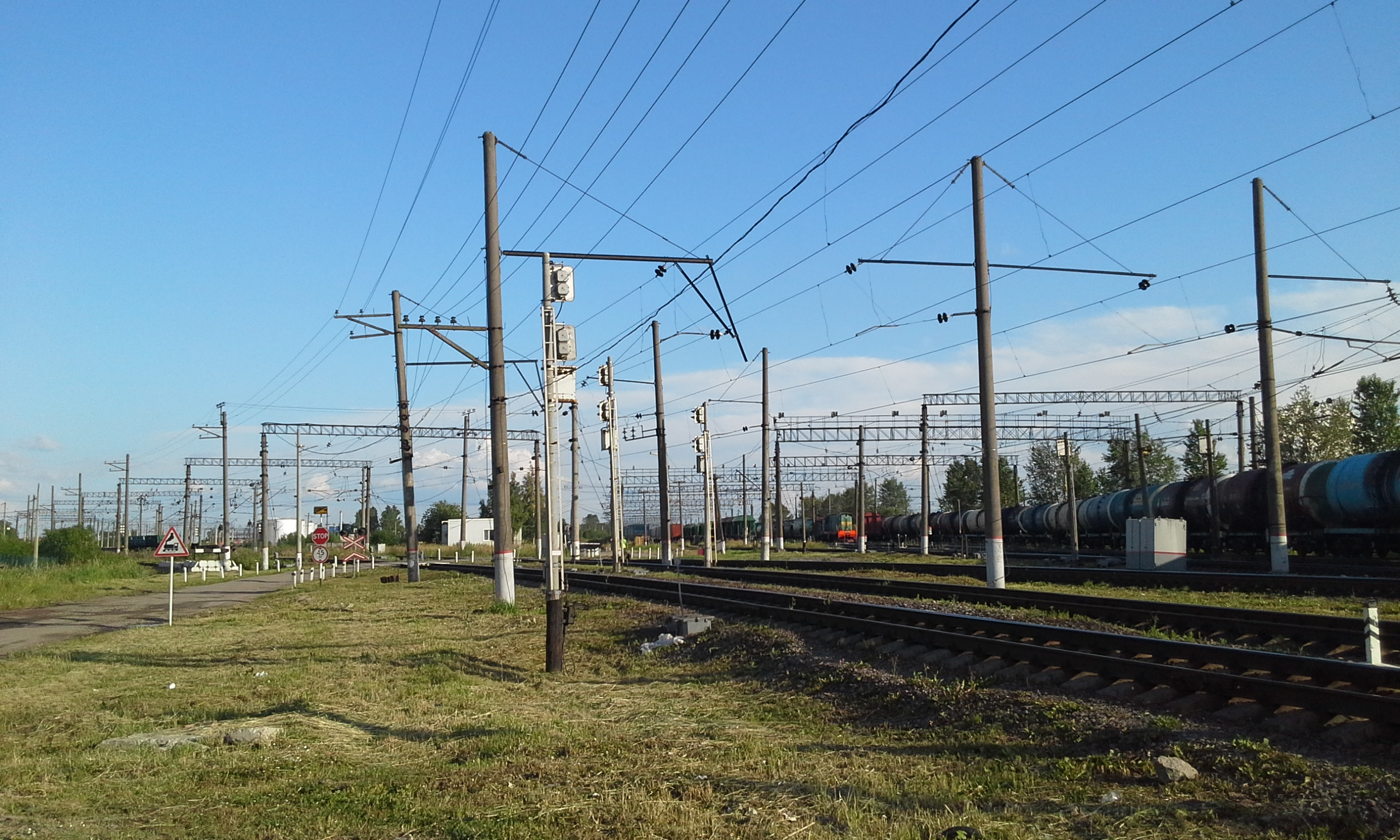
Северная горловина сортировочной станции: разделение на западный и восточный парки
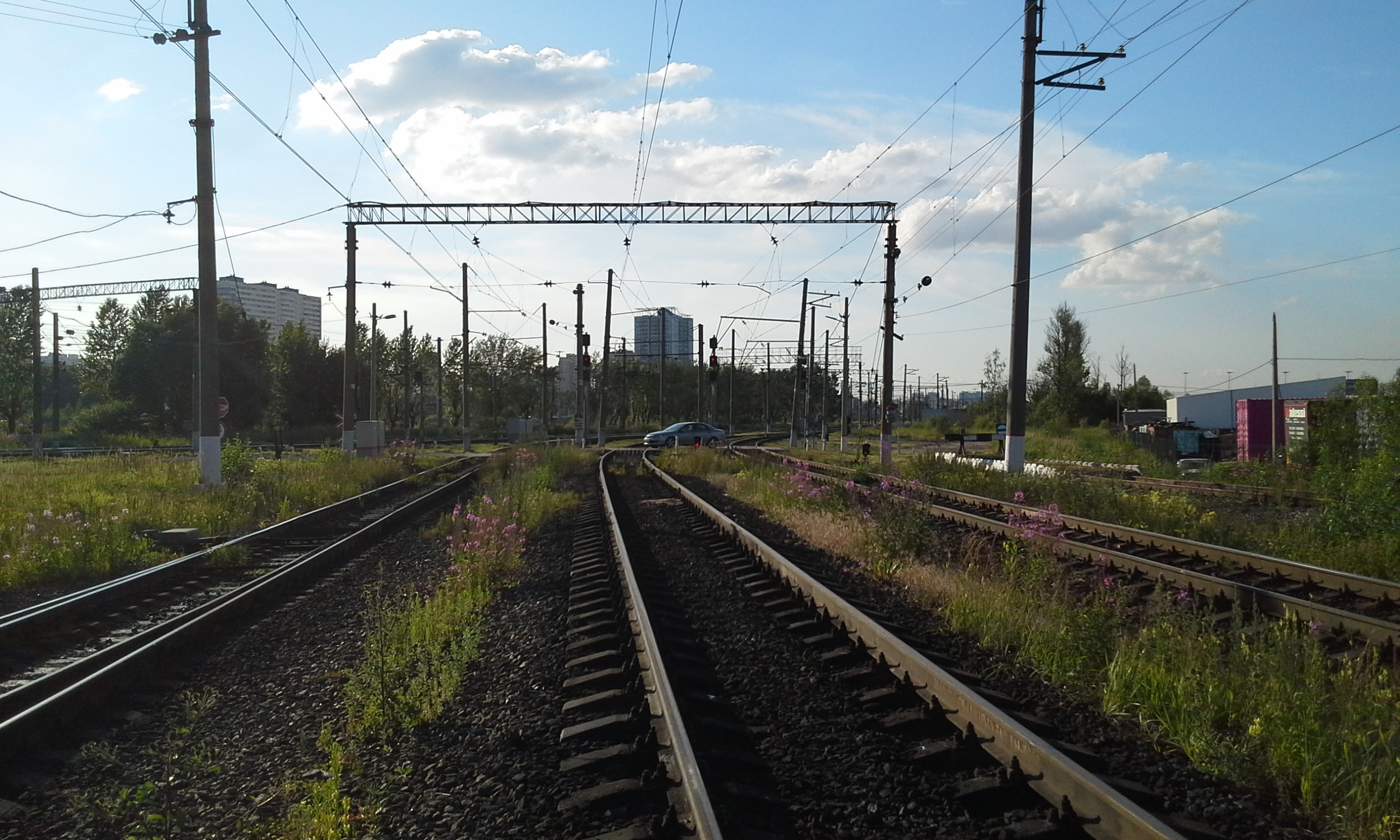
Вид на северную горловину с юга
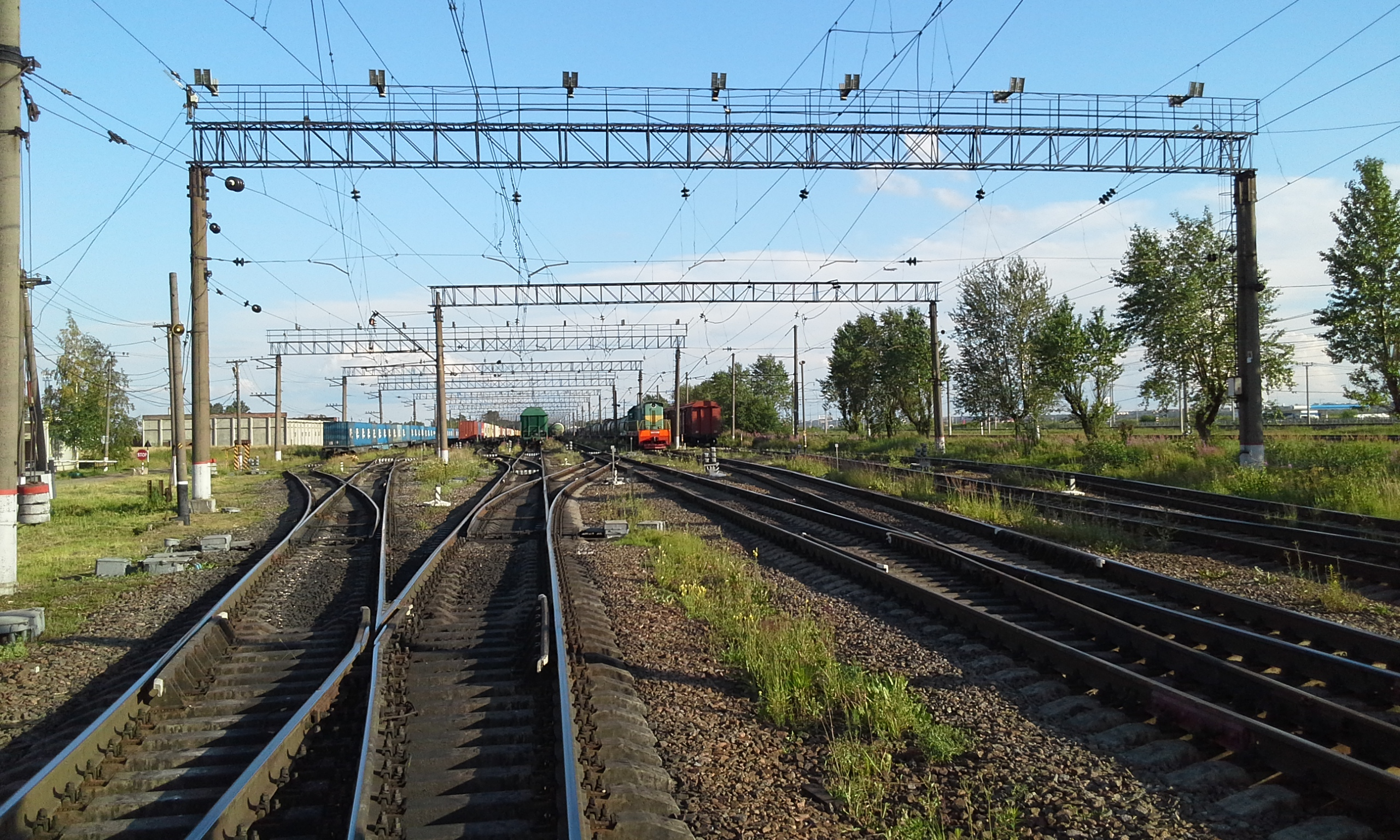
Западный парк, справа вдоль него Витебский ход